# Per Mikael Jensen
Per Mikael Jensen (født 2. april 1962 i Aarhus-bydelen Egå) er en dansk mediechef og journalist. Han var til udgangen af 2013 øverste chef for Metro International – en global gratisaviskoncern bl.a. ejet af investeringsselskabet Kinneviks, der også ejer MTG (Viasat, Tv3, Tv1000). Fra 1. maj 2006 til 1. august 2007 var Per Mikael Jensen administrerende direktør for TV 2/DANMARK A/S. Han er fra 1. juli 2017 koncernchef og adm. chefredaktør for mediehuset Altinget.dk, Altinget.se og Mandag Morgen.
Jensen blev uddannet fra Danmarks Journalisthøjskole i 1989.
Han har arbejdet for Politiken fra 1989 til 96 og kom i 1997 til Jyllands-Posten i København, hvor han blev redaktør for JP København og senere i 1998 chef for avisens bladhus i København.
Da Jensen begyndte hos TV 2, var han vice president og international chefredaktør for Metro International i bl.a. London og New York, stillinger han fik som administrerende direktør og chefredaktør på metroXpress i Danmark, hvor han begyndte i 2001. Stillingen hos Metro International tiltrådte han i 2003.
26. juli 2007 annoncerede Per Mikael Jensen, at han ved udgangen af oktober samme år ville forlade TV 2 for en topstilling hos sin tidligere arbejdsgiver Metro International.. Grundet en mulig kommende habilitetskonflikt, besluttede bestyrelsen for TV 2 1. august 2007, at Per Mikael Jensen skulle fratræde øjeblikkeligt. Han fortsatte dog som rådgiver for bestyrelsen til oktober.